# Герб Попасної
Герб Попа́сної — офіційний символ міста Попасна, затверджений 20 серпня 1998 р. рішенням III сесії міської ради. Герб є промовистим.
Автори — О.Житниченко, А. В. Закорецький.

## Опис
На лазуровому полі навхрест покладені чорний молоток і чорний гайковий ключ. Між ними срібна колба. Поверх усього покладена емблема Катеринославської залізниці з двома срібними крилами з боків. У нижній частині щита два зелених пагорби. Щит із боків і знизу обрамлений срібно-чорною каймою. На червоній главі щита три золотих жолуді. Щит обрамлений срібним картушем і увінчаний червоною міською короною із трьома зубцями.

## Символіка
Знак Катеринославської залізниці (перехрещені якір і сокира) символізує утворення населеного пункту у зв'язку з будівництвом залізниці. Два срібних крила, частина емблеми залізниць, разом із колесом — символ руху. Перехрещені молоток і гайковий ключ позначають ремонтну справу. Колба лампового скла — символ скляної справи. Два зелених пагорби означають достаток пасовищ (випасів), відкіля і пішла назва міста, а також розташування міста на двох пагорбах. Лазуровий напівкруглий край символізує наявність багатьох ставків на території міста. Золоті жолуді означають наявність старих дубових гаїв, символізують зрілу силу, а в поєднанні з червоною главою — бойові і трудові подвиги. Корона кам'яна з трьома зубцями — символ міста (міська корона). Картуш срібний — декоративне оздоблення щита. Смугаста чорно-срібна кайма — символ залізниці, що оперізує підковою місто Попасна.